# جسر آجي جاي
38°07′02.04″N 46°15′52.6″E / 38.1172333°N 46.264611°E

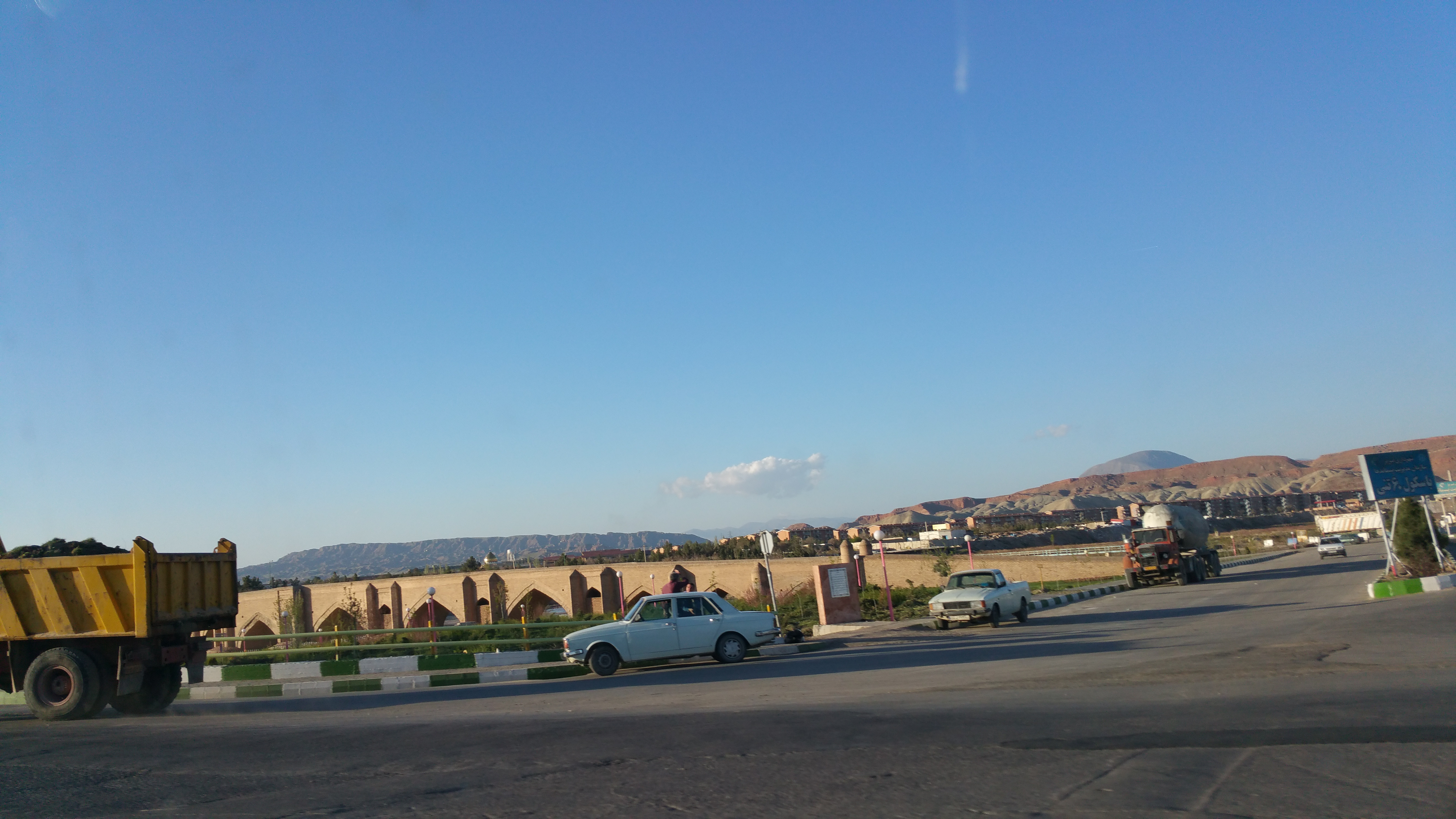
جسر آجي جاي الأقدم في شمال غرب تبريز

جسر آجي جاي هو جسر تاريخي يقع شمال غرب تبريز على نهر آجي جاي. كان هذا الجسر يربط تبريز بالأجزاء الشمالية الغربية من أذربيجان الإيرانية، وكان عنصراً رئيسًا على الطريق الذي يربط بقية البلاد بالأناضول (تركيا) وشمال القوقاز وقزوين (روسيا). وبذلك كان عنصرًا أساسيًّا في ربط الأجزاء الشرقية والغربية من طريق الحرير. لقد رُمم الجسر وتضرر عدة مرات على مر التاريخ إما بسبب الكوارث الطبيعية أو أثناء الحروب التي حدثت في المنطقة. أُجري آخر عملية إعادة بناء رئيسة للجسر في القرن التاسع عشر في عهد الحاكم عباس ميرزا على يد المهندس المعماري الحاج سيد حسين تاجر. ويتكون الجسر من 16 امتدادًا بطول إجمالي 105 أمتار وعرض 5 أمتار. وبسبب عدد مرات الترميم وإعادة البناء، فإن الجسر لا يتمتع بهندسة معمارية موحدة. إن ثلاثة امتدادات من أصل 16 لها شكل نصف دائري بينما بقية الامتدادات لها شكل متعرج. رُمم الجسر مؤخرًا من منظمة التراث الثقافي الإيرانية وسُجل في التراث الوطني الإيراني برقم 2516.
في النصف الثاني من القرن الماضي بُني جسر جديد بجوار الجسر القديم ونُقلَت حركة المرور إلى الجسر الجديد. بينما الجسر القديم مفتوح فقط للمشاة.